# Matthew Weiner
Matthew Weiner (Baltimore, 29 juni 1965) is een Amerikaanse scenarist, producer en regisseur. Hij werkt voornamelijk mee aan televisieproducties. Hij is de bedenker van de succesvolle televisieserie Mad Men. Weiner schreef ook verscheidene afleveringen voor The Sopranos en Becker.

## Biografie

### Jeugd
Matthew Weiner werd geboren in Baltimore in een Joodse familie. Hij studeerde aan de Wesleyan University en de University of Southern California. 

### Carrière
Weiners loopbaan als scenarist begon bij Fox, waar hij grappen bedacht voor de televisieserie Party Girl. Later werkte hij mee aan de komische serie Becker, waar hij 9 afleveringen voor schreef. Daarna werkte hij mee aan het vijfde en zesde seizoen van The Sopranos. Weiner schreef 12 afleveringen voor deze succesvolle misdaadserie van HBO.
Weiner bedacht hierna zelf een dramareeks. Mad Men werd de titel van de televisieserie die zich afspeelt in de jaren zestig. Weiner presenteerde de pilotaflevering aan HBO. De betaalzender wilde de serie een kans geven, onder de voorwaarde dat David Chase, bedenker van The Sopranos, mede zeggenschap kreeg. Weiner bedankte en trok vervolgens naar AMC. De serie werd een groot succes in Amerika en leverde Weiner meerdere Emmy Awards op. Voor Mad Men kroop hij ook voor het eerst zelf in de regiestoel. 
In 2017 publiceerde hij zijn eerste en vooralsnog enige roman, Heather, the Totality, in het Nederlands uitgegeven als Heather, volmaakt.  
- Bibsys: 9007402
- Biblioteca Nacional de España: XX4809632
- Bibliothèque nationale de France: cb16513044d (data)
- Catàleg d'autoritats de noms i títols de Catalunya: 981058609626206706
- Gemeinsame Normdatei: 112256127X
- International Standard Name Identifier: 0000 0001 1931 8850
- Library of Congress Control Number: no2008135510
- Nationale Bibliotheek van Tsjechië: xx0202963
- Nationale Bibliotheek van Israël: 987007604869105171
- Nederlandse Thesaurus van Auteursnamen: 318068346
- Réseau des bibliothèques de Suisse occidentale: 02-A017455047
- Système universitaire de documentation: 147014905
- Virtual International Authority File: 2291193
- WorldCat: E39PBJqfCh3rmVkqMrwBwM4Qbd